# Штирійське герцогство
Штирійське герцогство (нім. Herzogtum Steiermark; словен. Vojvodina Štajerska; угор. Stájerország) одне з територіальних князівств Священної Римської імперії і коронна земля Австро-Угорської монархії. Постало у 1180 році з прикордонного Штирійського маркграфства. Ліквідоване у 1918 році шляхом поділу на дві частини: південна Нижня Штирія (на південь від річки Мура), де більшість населення становили словенці, увійшла до складу Королівства сербів, хорватів і словенців (в даний час — у складі Словенії), тоді як північна і центральна частина герцогства утворили федеральну землю Штирія у складі Австрійської республіки.

## Античність
В давнину територія Штирії була заселена різними племенами кельтів і входила до складу кельтського додержавного утворення королівства Норик. У 16 р. до н. е. ці землі увійшли до складу Римської імперії і були розділені між провінціями Норик (західна і центральна Штирія) і Паннонія (східна і південна Штирія). Встановлення влади римлян сприяло економічному розвитку регіону. У штирійських горах почався видобуток металів, виникли міські поселення (Петовіо (сучасний Птуй), Целеа (Целе)), побудовані дороги й упроваджені нові сільськогосподарські культури (перш за все, виноград). Після розділу в 103 р. Паннонії східно-штирійські області увійшли до складу провінції Верхня Паннонія (пізніше — провінція Паннонія I). Західно-штирійські області при розділі Норіка Діоклетіаном відійшли до провінції Внутрішній Норік. В період римського панування найбільший розвиток отримали південні регіони Штирії, тоді як гірська частина була слабо заселена і практично не мала міських поселень.
Наприкінці IV—на початку V століття на Паннонію і Норік накинулися германські племена. Територія Штирії була спустошена спочатку вестготами, потім гуннами і ругіями. У 476 р. ці землі увійшли до складу варварського королівства Одоакра, а після його падіння — Остготського королівства. У VI столітті на території Штирії розселилися лангобарди.

## Середньовіччя

### Карантанія і Баварія
Після відходу лангобардів в Італію в другій половині VI століття в штирійський регіон починають проникати слов'янські племена. На початку VII століття слов'яни повністю витіснили місцеве романізоване населення зі Штирії на захід. Слов'яни спочатку входили до складу Аварського каганату, але в 630-х рр., після повстання Само, відокремилися й утворили незалежне слов'янське князівство Карантанія, ядром якого стали каринтійські і штирійські землі. Нащадки слов'ян Карантанії — словенці зараз населяють Словенію і південні області Штирії. У 745 р. Карантанія визнала сюзеренітет Баварського герцогства, проте зберегла внутрішню автономію. З цього періоду почалася інтенсивна християнізація слов'янського населення Штирії, перш за все місіонерами з Зальцбургу і Пассау.
У 788 р. Карантанія була приєднана до франкської імперії Карла Великого. Впровадження феодалізму, роздача земель франкським дворянам і насильницьке навернення до християнства викликали на початку IX століття повстання слов'ян. Після його придушення автономія Карантанії була ліквідована, а штирійські землі увійшли до складу Баварії. Слов'янські князі були замінені німецькими графами, почалася інтенсивна германізації Штирії, перш за все її західної і північної частини. До цього періоду відноситься остаточна перемога християнства у Штирії. З кінця IX століття прикордонні області Баварії почали піддаватися грабіжницьким походам з боку угорців, що розселилися в Середньому Наддунав'ї. У 907 р., отримавши перемогу при Прессбурзі (нині Братислава), угорці захопили територію Штирії.

### Карантанська марка
У 955 р. німецькі війська отримали вирішальну перемогу над угорцями в битві на річці Лех. Штирія й інші прикордонні території були звільнені. Для організації оборони імператор Оттон Великий близько 970 р. створив систему марок уздовж кордонів Німеччини. Однією з них стала Карантанська марка (лат. marchia Carantana, нім. karantanermark), утворена на території сучасної Штирії. У 976 р. східні марки були об'єднані в рамках герцогства Велика Карантанія (пізніше — Каринтійське герцогство). Незважаючи на формальне підпорядкування марок герцогові, кожна зберегла певну автономію і власні династії. Карантанська марка спочатку включала території сучасної центральної Штирії між річками Енс і Мура. Маркграфом нового державного утворення став Маркварт Еппенштейн. Його син Адальберо в 1011 р. став герцогом Каринтії, але пізніше підняв повстання проти імператора і в 1035 р. був усунений. Карантанська марка була передана Арнольду Вельс-Ламбахському. У 1056 р. встановилася влада династії Траунгау. При Оттокарі I і його наступниках до марки були приєднані великі території: Штайр у Верхній Австрії, Піттен в Нижній, регіон Граца, Подравська марка (Птуй і Марибор), Прекмур'я. В результаті територія держави тягнулася від Драви до Дунаю. Одночасно йшов процес розширення незалежності графства: влада герцогів Каринтійських над маркою поступово слабшала, а в 1122 р. була остаточно ліквідована. Утворилася нова суверенна держава, що отримала назву від міста Штайр, родового володіння дому Траунгау, Штайрська або Штирійська марка (нім. steiermark).

### Штирійська марка
В період правління династії Траунгау Штирія поступово зміцнювала свої позиції на міжнародній арені. Прикордонні конфлікти з Угорщиною й Австрією завершилися сприятливо для штирійських маркграфів, у 1180 р. імператор Священної Римської імперії Фрідріх I надав Оттокару IV титул герцога, що означало зрівняння правами з сусідніми державами. В цей період посилилася німецька колонізація штирійських земель, в результаті якої слов'яни були повністю витиснені з північної частини держави. Розвивалися міста (Енс, Штайр, Грац) і гірнича справа. Для соціальної структури Штирії характерна відсутність великої аристократії і великий вплив дрібних лицарів-міністеріалів, які разом з містами складали головну опору герцогської влади в країні. Штирійські міністеріали користувалися досить широкими правами, формуючи особливий привілейований шар. Герцог Оттокар IV не мав спадкоємців, тому в 1186 р. він уклав Санкт-Георгенбергський договір з Леопольдом V Бабенбергом, герцогом Австрії, згідно з яким після смерті Оттокара Штирія переходила до Бабенбергів і на вічно мала бути об'єднана з Австрією. Леопольд V гарантував збереження прав штирійських громадських станів.

### Встановлення влади Габсбургів
1192 року Оттокар IV помер і герцогом Штирії став Леопольд V. Після смерті останнього Штирія на короткий час (1194—1198) отримала незалежність, проте зі вступом на австрійський престол штирійського герцога Леопольда VI 1198 року країна була остаточно об'єднана з Австрією. Припинення династії Бабенбергів у 1248 привело до тимчасового переходу Штирії під владу спочатку Угорщини, а з 1260 чеського короля Пржемисла Оттокара II. 1276 року імператор Рудольф I Габсбург розбив короля Чехії і захопив Штирію, яку передав своєму синові Альбрехту I. Таким чином в країні встановилася династія Габсбургів, а сама Штирія увійшла до складу австрійських спадкових володінь цієї династії. У 1290-х роках у Штирії спалахнуло повстання дворян проти централізаторської політики Габсбургів, проте його швидко придушили. 1379 року землі Габсбургів були розділені між двома гілками цієї династії. Штирія відійшла до Леопольдинської лінії і стала центром герцогства Внутрішня Австрія. Одночасно від Штирії були відокремлені землі в Траунгау (Штайр і нижня течія Енсу), які з того часу остаточно увійшли до складу землі Верхня Австрія. 1440 року штирійський герцог Фрідріх ІІІ став королем Німеччини, а незабаром об'єднав під своєю владою практично всі володіння Габсбургів. Штирія знов увійшла до складу єдиної Австрійської монархії. У XIV столітті в Штирії виникло станове представництво — ландтаг. Одночасно бурхливо зростали міста, розвивався видобуток корисних копалин. 1410 року в Леобені було засновано перше в австрійських землях акціонерне товариство.

### Графство Целе і турецькі вторгнення
Головним противником Габсбургів у регіоні в XIV—XV століттях було графство Цельське, чиї володіння включали території довкола міст Целє (місто), Шпітталь, Кочовище і території на північ від Купи. У 1372 р. незалежність Цельських графів була підтверджена імператором Карлом IV. Найбільшого розквіту це графство досягло при правлінні Германа II (1392—1435), який намагався створити з розрізнених володінь на території сучасної Словенії єдине князівство. Його наступники перейняли на себе удари турків, організувавши оборону південнонімецьких земель. Але 1456 року останній граф Цельський був убитий і його володіння були захоплені Габсбургами. Целе увійшло до складу герцогства Штирія. У XV—XVII століттях Штирія сильно постраждала від нападів турецьких військ, що привели до різкого падіння чисельності населення. В той же час посилився наступ держави і феодалів на права і свободи селян, що привело до великого селянського повстання «Віндського союзу» в Штирії в 1514—1515 рр.

## Новий час

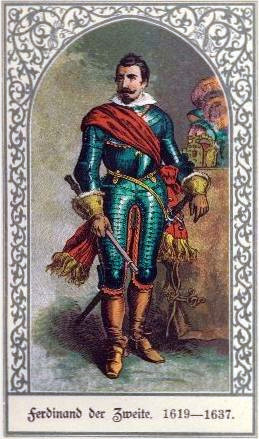
Фердинанд Штирійський

### Реформація і Контрреформація
Реформація проникла у Штирію в 1530-х рр. Герцог Карл II (1564—1590), молодший син імператора Фердинанда I, що отримав після розділу габсбургських земель в 1564 р. Штирію і Каринтію, спочатку миролюбно відносився до протестантів. Грац став центром протестантського руху всієї Внутрішньої Австрії. У 1572 р. в країні була введена свобода віросповідання. Проте вже в 1573 р. герцог запросив у Штирію єзуїтів, які в 1586 р. заснували Католицький Грацький університет. Син і спадкоємець Карла II Фердинанд II продовжив боротьбу з протестантами і вигнав зі Штирії протестантських проповідників. Він став фактичним лідером контрреформації у володіннях Габсбургів і жорстоко розправлявся з особами, що не бажають приймати католицтво. Після того, як Фердинанд у 1619 р. став імператором Священної Римської імперії, він розбив війська протестантів у битві на Білій горі 1620 р. і заборонив протестантські богослужіння в країні. У 1628 р. всім дворянам-протестантам було наказано перейти в католицтво або покинути австрійські володіння. Багато дворянських родин Штирії вимушені були емігрувати з країни. Протестантство збереглося лише в деяких гірських долинах Штирії. Новий етап контрреформації припав на другу половину XVII століття, коли під тиском католицької церкви і влади герцогства більше 30 000 штирійських протестантів (переважно, селяни) покинули країну і переселилися в Трансильванію. Лише «Едикт про віротерпимість» Йосифа II в 1781 р. поклав релігійним репресіям в Штирії.

### Освічений абсолютизм і Наполеонівські війни
У другій половині XVIII століття в Штирії, як і в інших володіннях Габсбургів, розгорнулися реформи освіченого абсолютизму. Урбаріальні патенти Марії Терезії 1771—1778 рр. зафіксували феодальні повинності селян, скоротили панщину, встановили мінімум селянського наділу і підтвердили право свободи переходу, дозволено також було викупляти спадкові права на землю. У 1775 р. були ліквідовані внутрішні митниці між різними землями у складі імперії Габсбургів. У 1779 р. створена система державної шкільної освіти. При Йосифі II були обмежені права провінційних ландтагів, а всі території імперії об'єднані в 13 провінцій. Штирія увійшла до однієї з таких провінцій разом з Каринтією і Крайною, що означало ліквідацію самоврядності герцогства. Лише в 1790 р. було відновлено старий адміністративний поділ і Штирія знов отримала статус окремої коронної землі.
Під впливом Французької революції у Штирії в 1790—1794 р. активно розвивався демократичний рух, поки не був придушений австрійським урядом. У 1797 р. територія Штирії стала ареною бойових дій між армією Наполеона, що атакувала, та військами Австрійської імперії. У штирійському місті Леобені було підписано перемир'я, що позбавило Габсбургів влади над Північною Італією. У 1805 р. Штирія знов була окупована французькими військами, проте, на відміну від сусідніх Каринтії та Крайни, залишалася під владою Габсбургів до кінця Наполеонівських війн.

## Штирія в XIX—на початку XX століття

12. Герцогство Штирія в складі Австро-Угорщини

### Соціально-економічний розвиток
Наприкінці XIX століття населення Штирії становило 1,3 мільйона осіб. У Верхній і Середній Штирії переважна більшість населення розмовляла німецькою мовою, а в Нижній Штирії переважали словенці (у містах — німці). Германізація слов'янського населення була досить значною і з кожним роком частка словенців неухильно зменшувалася. Більшість мешканців Штирії належала до римо-католицької церкви, близько 10 тисяч — до різних протестантських деномінацій і 2 тисячі сповідали юдаїзм. У економіці Штирії переважало сільське господарство і гірнича промисловість. Штирія була однєю з порівняно багатих лісами земель Австрійської монархії. Головними сільськогосподарськими культурами були пшениця, жито, ячмінь, овес, льон. У Нижній Штирії вирощувалися фрукти і виноград. Велике значення у Штирії мало тваринництво, особливо конярство в долині Енсу і розведення великої рогатої худоби у Верхній і Середній Штирії. Гірнича промисловість Штирії до кінця XIX століття була вже досить добре розвинена. У 1895 р. функціонували близько 83 гірничозаводських промислових підприємств, на яких було зайнято близько 16 тисяч робітників. Найважливіше значення мали видобуток і обробка залізняку й сирого заліза, які користувалося усесвітньою популярністю. В 1895 р. у Штирії було 8 заводів для обробки залізняку і 14 підприємств переробки сирого заліза. Важливе значення мав видобуток кам'яного вугілля (добувалося близько 2,5 мільйонів тон на рік). Розроблялися також родовища графіту, цинку, свинцю і кам'яної солі. З обробної промисловості найрозвиненішими були металургія і машинобудування. Досить значним були виробництво цементу, скла, деревини і целулоїду, паперова і хімічна промисловість. У 1890 р. в Штирії налічувалася 531 фабрика з 31 581 робітником. Розвитку торгівлі сприяла досить розгалужена мережа залізниць, загальна довжина яких у 1894 р. дорівнювала 1284 км. Головною артерією була гілка Відень-Трієст Південної залізниці. Загальна протяжність шосейних доріг наприкінці XIX століття становила 4827 км. На Мурі, Драві й Саві було розвинено судноплавство.
Центральним вищим навчальним закладом Штирії був Грацький університет. Крім того до кінця XIX століття в Штирії було вище технічне училище в Граці, гірська академія в Леобені та кілька гімназій і торговельних училищ. Кількість шкіл становила майже 900.
Щодо церков Штирія поділялась на дві римо-католицькі єпархії: єпископство Секау—Граца і єпископство Лавант. Штирійський ландтаг складався з 63 депутатів (два князь-єпископи (Секау і Лавант), ректор університету Граца, 12 депутатів від великих землевласників, 19 депутатів від міст, містечок і промислових пунктів, 6 депутатів від 2 торговельно-ремісничих палат (у Граці й Леобені) і 23 представники від земських громад). У рейхсраті Штирію представляли 23 депутати.

### Розділ Штирії
Після Першої світової війни, згідно з Сен-Жерменським мирним договором Штирія була розділена на дві частини: Нижня Штирія з містами Марибор, Целе і Птуй, населена переважно словенцями, увійшла до складу Королівства Сербів, Хорватів і Словенців (майбутня Югославія), тоді як Верхня і Середня Штирія увійшли до складу Австрійської республіки, склавши федеральну землю Штирія. На відміну від сусідньої Каринтії, розділ Штирії не спричинив зіткнень між словенцями і німцями.